# Per Christensen
Per Christensen (18 de julio de 1934 – 26 de agosto de 2009) fue una actor noruego. Entre sus apariciones más destacadas figuran Elling, Hotel Cæsar, The Warrior's Heart y The Passionate Demons.

## Filmografía
- 1957: Slalåm under himmelen
- 1958: I slik en natt
- 1961: Det store varpet
- 1967: Musikanter
- 1973: Lina's Wedding
- 1987: Over grensen
- 2001: Elling